# Tipula (Microtipula) epione
Tipula (Microtipula) epione is een tweevleugelige uit de familie langpootmuggen (Tipulidae). De soort komt voor in het Neotropisch gebied.